# Printz Friderich (1764)
Lo HDMS Printz Friderich è stato un vascello da 70 cannoni in servizio tra il 1765 e il 1780 nella Reale Marina dei Regni di Danimarca e Norvegia. Il suo relitto è stato riscoperto nel 2018 da Kim Schmidt/Undervandsgruppen.

## Storia
Il vascello da 70 cannoni Printz Friderich, fu il secondo vascello  progettato dall'ingegnere navale Frederik Michael Krabbe. L'unità fu impostata presso il cantiere navale Nyholm Dyd di Copenaghen nel 1761, e venne varata il 7 novembre 1764. Il  Printz Friderich fu messo in armamento per la prima volta nel 1770, assegnato alla squadra navale dell'ammiraglio Frederik Christian Kaas impegnata nella guerra danese-algerina tra i Regni di Danimarca e Norvegia e il Dey di Algeri. Insieme alla scorta, la nave da guerra salpò per il Mediterraneo, ma a causa dei forti venti a terra, l'attacco ad Algeri non fu possibile, quindi il comandante Fredrik Christian Kaas dovette ritornare in Patria. Durante la missione, il 1 ottobre 1770 la nave si incagliò all'ingresso della rada di Port Mahon. Nel settembre 1774 il Printz Friderich rientrò in Danimarca da una missione nelle Indie occidentali, ricevendo una nuova chiglia l'anno successivo.
Il 28 settembre 1780 il Printz Friderich nominalmente al comando di Andreas Lous, in quel momento in confinato da tre giorni nella sua cabina per malattia, era agli ordini del vice comandante Robert Anthon de Fontenay. L'unità si incagliò a Kobbergrund a sud-est dell'isola di Læsø, nel Kattegat  andando totalmente perduta. La stragrande maggioranza dell'equipaggio fu salvata e sbarcò a Læsø, in quanto solo otto o dieci uomini perirono annegati. I soccorsi per i sopravvissuti arrivarono rapidamente a Læsø. La successiva corte marziale del capitano Lous e dei suoi ufficiali per la perdita della nave scagionò completamente Lous, ma considerò tre ufficiali di grado inferiore (Lars Kinck, Stibolt e Fleischer) colpevoli. 
Quasi un mese dopo, anche la fregata danese Kiel, al comando di Claus Frandsen Tønder si incagliò vicino a Læsø ma riuscì a ripartire senza danni dopo aver gettato in mare otto cannoni. La nave prese poi a bordo un centinaio di membri dell'equipaggio della Printz Friderich dall'isola.

### Annotazioni
1. ↑  Era la prima unità della sua classe, le altre erano Norske Løve e Caroline Mathilde.

### Fonti
1. 1 2 3 4  Undervandsgruppen.
2. ↑  Franzen 1988, p. 19.
3. ↑  Topsøe-Jensen 1935, Vol.1, p. 391.
4. ↑  Topsøe-Jensen 1935, Vol.2, p. 552.
5. ↑  Topsøe-Jensen 1935, Vol.2, p. 45.
6. ↑  Topsøe-Jensen 1935, Vol.2, p. 557.
7. ↑  Topsøe-Jensen 1935, Vol.2, p. 112.
8. ↑  Topsøe-Jensen 1935, Vol.2, p. 558.
9. ↑  Topsøe-Jensen 1935, Vol.2, p. 650.